# Hästskotjärnen (Stensele socken, Lappland)
Hästskotjärnen är en sjö i Storumans kommun i Lappland och ingår i Umeälvens huvudavrinningsområde.